# Pacto de Olorón
El Pacto o Tratado de Olorón fue acordado el 27 de julio de 1287, entre Alfonso III de Aragón y Eduardo I de Inglaterra, en la población de Oloron-Sainte-Marie del Vizcondado de Olorón , en el Bearne (actualmente Francia). Se habló del enfrentamiento entre la Corona de Aragón y el Condado de Anjou en el Mar Mediterráneo y de las condiciones para la liberación de Carlos II de Nápoles.

## Antecedentes
Durante todo el siglo XIII hubo una serie de conflictos territoriales entre la dinastías de los Hohenstaufen y de los Capetos.
El 1258 moría el rey de la casa alemana Hohenstaufen Conrado de Sicilia sin hijos y se autoproclamó rey un hijo bastardo del emperador Federico II Hohenstaufen. Su poder fue muy débil y el rey Luis IX de Francia intentó ocupar la isla de Sicilia.
Finalmente, el papa francés Clemente IV invistió el 1265 Carlos I de Anjou, hermano del rey Luis IX de Francia, como rey de Sicilia. Empezó una guerra que acabaría con la batalla de Benevento, el 26 de febrero de 1266, en la cual resultó muerto el rey alemán Manfredo de Sicilia y Carlos de Anjou ocupó todo el reino.
Una buena parte de los opositores al nuevo rey fueron recibidos en la Corona de Aragón, puesto que la heredera de Manfredo de Sicilia estaba casada con el rey Pedro III de Aragón. Se preparó una gran expedición de conquista del Reino de Sicilia que culminó con el levantamiento popular antifrancés de las Vísperas Sicilianas (1282) y la coronación del rey Pedro y su esposa Constanza como reyes de Sicilia.
El reino se dividió en dos:
- El Reino de Sicilia, gobernado por Pedro III de Aragón y Constanza de Sicilia.
- El Reino de Nápoles, gobernado por Carlos I.

La guerra continuó e incluso el papa Martín IV declaró una cruzada contra la Corona de Aragón. Durante las luchas, los almogávares de Roger de Lauria capturaron al heredero de Carles I, el niño de Nápoles Carles, el 5 de junio de 1284 y lo dejaron bajo custodia del rey de Aragón Pere lo Grande a la ciudad de Cefalù.
A principios de 1285, Carles de Anjou moría y era nombrado rey de Nápoles su hijo Carlos II de Anjou, prisionero del rey de Aragón. Unos meses más tarde, también moría Pedro III de Aragón que fue sucedido en el Reino de Sicilia por Jaime el Justo.

## El Tratado
Había que buscar una solución para las luchas entre franceses y aragoneses, y esta vino desde Inglaterra. El rey de Aragón (y hermano del rey de Sicilia Jaime II el Justo) Alfonso III estaba casado con Eleonor de Inglaterra, hija de Eduardo I.
Eduardo I era también duque de Aquitania e invitó a su yerno a reunirse en la villa bearnesa de Oloron-Sainte-Marie. Allá hablaron de las condiciones para la liberación del rey de Nápoles y se pactó una tregua de dos años para el Mediterráneo. La última reunión fue el 27 de julio de 1287.
El rey Alfonso III de Aragón pidió la ratificación de los acuerdos a los consejos de las principales poblaciones de la Corona de Aragón de ese tiempo; Barcelona, Cervera, Gerona, Huesca, Lérida y Montblanch. Ese fue el motivo del retraso en la liberación del cautivo, finalmente fue puesto en libertad en virtud de la Paz de Canfranc del 26 de octubre de 1288.

## Consecuencias
El Pacto de Olorón no fue aceptado por los Anjou; ni por los reyes de Francia ni por el mismo Carlos II de Nápoles. A pesar de ello, este tratado permitió que el 29 de mayo de 1289 fuera coronado solemnemente Carlos II de Nápoles en Rieti.
Se pactó el casamiento de la niña Violante de Aragón (hija de Pedro III de Aragón y Constanza de Sicilia) con el niño Roberto de Nápoles (hijo y heredero de Carlos II de Nápoles y María de Hungría) que tuvo lugar el 1297 a Roma. Esta unión familiar permitiría un acercamiento de posiciones entre los reinos.
A pesar de todo, los conflictos entre los reinos de Sicilia y Nápoles fueran constantes hasta que se eligió al papa Benedicto XII el 1334, quien tenía relaciones de amistad con Federico II de Sicilia. La renuncia formal sobre el Reino de Sicilia por parte del Casa de Anjou no llegó hasta el 1373 con la reina Juana I de Nápoles, bisnieta de Carlos II de Anjou.